# ニュー・エディション
ニュー・エディション（New Edition）は、アメリカのマサチューセッツ州ボストンで1978年に結成されたR&Bグループ。結成時のメンバーはリッキー・ベル、マイケル・ビヴィンス、ボビー・ブラウン、ロニー・デヴォー、ラルフ・トレスヴァント。
1980年代前半にはグループとして3曲のヒットを飛ばした。1985年にボビー・ブラウンがグループから離脱しソロとして活動開始。1988年の4枚目のアルバム『ハート・ブレイク』制作時にジョニー・ギルがグループへ加入し、再びヒットを放った。1990年にグループは活動を停止し、メンバーそれぞれがソロや別ユニットのベル・ビヴ・デヴォーで活動するようになる。
1996年に再結成。96年から97年にかけて2曲のカムバック・ヒットを放った。
2002年に2回目の再結成となり、その後は解散せずに活動している。2004年、ショーン・パフィ・コムズのバッド・ボーイ・レコードと契約し6枚目のアルバム『ワン・ラヴ』をリリースする（このアルバムが現時点でのグループの最後にリリースされたアルバム）。2011年3月3日にアメリカのケーブルテレビ「BET」の番組にて結成30年記念として6人でライブを行う。2017年1月23日にハリウッド・ウォーク・オブ・フェームの星を獲得。また同年、「BET」にてグループのドキュメンタリー・ドラマが放送されている。

## 来歴

### 初期・1978年-1982年
1978年にリッキー・ベル、マイケル・ビヴィンス、ボビー・ブラウンによってボーカル・グループが結成される（3人のほかにトラヴィス・ペタスとコーリー・ラックリーが在籍）。
ボストン・ロックベリーでライブを行い、その後にマネージャー兼振付師となるブルック・ペインと出会う。ブルック・ペインによりグループ名「ニュー・エディション」と名づけられる（ポスト・ジャクソン5のような意味合いが込められていた）。コーリー・ラックリー脱退後、ラルフ・トレスヴァントがグループに参加（既にボビーやビヴィンスとは知り合いで、リッキーとはラルフ&リッキーで歌っている仲であった）。その後、トラヴィス・ペタスがグループから脱退し、交代でブルック・ペインの甥であったロニー・デヴォーが加入。

### 全盛期・1983年-1989年
1981年にボストンのストランド・シアターにてパフォーマンスを行った際、シンガーで音楽プロデューサーであったモーリス・スターと出会う。
1983年にモーリス・スターとニューヨークのプロデューサーであるアーサー・ベイカーのプロデュースのもとでファースト・アルバム『キャンディー・ガール』をリリースする。アルバムから「Candy Girl」「Cool It Now」「Mr. Telephone Man」がアメリカR&Bシングルチャート1位、「Candy Girl」が全英シングルチャートにて1位の記録を打ち出す。ファースト・アルバム・ツアーから戻った後、モーリス・スターとの契約金をめぐるトラブルが発生し1984年にモーリスと決別することになった（その後、モーリスはニュー・エディションをモデルに白人の少年達を集めニュー・キッズ・オン・ザ・ブロックを結成させ売り出していく）。
グループはメジャーレーベルのMCAレコードと契約を交わし2枚目のアルバム『クール・イット・ナウ (New Edition)』をリリースする。ビルボード・トップ100にて「Cool It Now」が最高位4位、「Mr. Telephone Man」が最高12位とヒットを獲得する。
1985年には3枚目となるアルバム『オール・フォー・ラヴ』がリリースされる。アルバムから「Count Me Out」などがヒット。この頃、ヒップホップ映画『クラッシュ・グルーブ』に「My Secret」のライブ・パフォーマンスが収録されている。同年末にクリスマスEP『クリスマス・オール・オーヴァー・ザ・ワールド』をリリース。
1985年12月、プライベート等の素行の問題によりMCAマネージメントからボビー・ブラウンが解雇される。解雇後、1986年よりボビーはソロ活動を開始することになる。
1986年に、ペンギンズの1954年のヒットソング「アース・エンジェル」をカバーし、映画『ベスト・キッド2』に曲を提供。その流れで4枚目のアルバムとしてドゥーワップのカバー・アルバム『アンダー・ザ・ブルー・ムーン』をリリースした。
ボビー・ブラウンのグループ離脱後、ソロ活動開始し「ガールフレンド」のヒットを放った。リードシンガーが離脱することを懸念し、1987年に残りの3人はソロ・シンガーとして活躍していたジョニー・ギルをリードシンガーにするべく、グループへ迎え入れた。ラルフは結局、グループに残留し、ジョニーを含む新しい5人体制での活動を開始する。
新体制にて5枚目のアルバム『ハート・ブレイク』制作に取り掛かる。プロデュース・チームであるジャム&ルイスを迎え入れ、アルバムは1988年6月20日にリリースされた。アルバムからは「If It Isn't Love」「Can You Stand The Rain」「N.E. Heartbreak」などのシングルヒットを飛ばす。このアルバムは結果としてグループ最大のヒットとなりアメリカでダブルプラチナムを獲得、全世界では400万枚を売り上げた。なお、同日にリリースされたボビー・ブラウンのアルバム『ドント・ビー・クルエル』はアメリカ国内で700万枚超、全世界で1000万枚強を売り上げた。LA&ベイビーフェイス、テディー・ライリーらをプロデューサーとして起用したボビーの作品は、プラチナ・レコードに認定された。アルバムからは「マイ・プリロガティヴ」「ロニ」「エブリィ・リトル・ステップ」「ロック・ウィッチャ」などが立て続けにビルボードTop10ヒットを記録した。89年には『ゴーストバスターズ2』のテーマ曲「オン・アワ・オウン」も大ヒットし、翌1990年グラミー賞の最優秀R&B男性シンガーも獲得した。

### ソロ活動ほか・1990年以降
1990年にグループの活動を停止し、メンバーはそれぞれのソロ活動を開始する。プロデューサーであったジャム&ルイスの提案により、リッキー・ベル、マイケル・ビヴィンス、ロニー・デヴォーのトリオでユニット名「ベル・ビヴ・デヴォー (Bell Biv DeVoe)」を結成（当初は「Bell Bivins DeVoee」という名称であったがマイケル・ビヴィンスの提案により変更された）。
アルバム『ポイズン』は当時のヒップホップ・サウンドを取り入れたニュージャックスウィングの代表的なサウンドとなった。アルバムはクォータブルプラチナム（400万枚）と爆発的なヒットとなった。
ジョニー・ギルは2度目のセルフタイトル『Johnny Gill』（邦題『ロンリー・ナイト』）をリリースする（グループ加入以前の1983年に同タイトルのアルバムをリリースしている）。アルバムから「My, My, My」「Rub You the Right Way」などのシングルヒットを飛ばし、アルバムはマルチプラチナムを獲得する。
ラルフ・トレスヴァントもまたセルフタイトルのアルバム『ラルフ・トレスヴァント』をリリース。シングル「Sensitivity」は20週間に渡り全米R&Bシングルチャート1位を獲得、その他「Do What I Gotta Do」「Stone Cold Gentleman」でシングルヒットを飛ばし、アルバムはマルチプラチナムを獲得した。
ベル・ビヴ・デヴォーのリミックス「Word to the Mutha!」にラルフ、ボビー、ジョニーがフィーチャリングで参加し、ラルフの「Stone Cold Gentleman」やベル・ビヴ・デヴォーの「BBD (I Thought It Was Me)」のビデオにボビーが参加するなど、再びメンバー間の交流をし始める。
それぞれのソロ活動と成功を経て、1996年にボビーを含む6人体制としてのグループを始動する。6枚目のアルバム『ホーム・アゲイン』をレコーディング・リリースする。アルバムはアメリカにおいてビルボード200とR&Bアルバムチャートの両方にて1位を達成しダブル・プラチナムを獲得する。アルバムからは「Hit Me Off」「I'm Still In Love With You」でヒットを飛ばす。アルバムツアーを行うがラスベガスのショーにてボビーがソロタイムを予定より大幅に長く終わらなかっため、ロニーが途中で打ち切りベル・ビヴ・デヴォーのショーを開始したためステージ上で揉め事になり、バックステージが混乱する中でメンバーのセキュリティ・ガードマンが銃を乱射してしまう。そのことが発端となり、ビヴィンスとボビーがそれぞれツアーを抜け、ツアーは途中で終了することとなった。グループは結果としてまた再決裂することとなった。
その後、ジョニー・ギルはキース・スウェット、エディ・レヴァートとR&BグループLSGを結成し、アルバム『レヴァート、スウェット、ギル』をリリースする。
2002年に再びボビー抜きの5人体制で再結成し各地のクラブやカジノ、小さなアリーナでツアーを始める。その後、前作でも数曲プロデュースで関わっていたショーン・パフィ・コムズのバッド・ボーイ・レーベルと契約。2004年にはバッド・ボーイ傘下で6枚目のアルバム『ワン・ラヴ』をリリースする。アルバムはビルボード200にて初登場12位を達成するもすぐに下降した。

2009年6月28日、3日前に急逝したマイケル・ジャクソンのトリビュートのためにグループでジャクソン5の「I Want You Back」「ABC」「The Love You Save」等を含むメドレーを披露。
2012年、ボビーとベル・ビヴ・デヴォーがアフリカの「ナイジェリア」にてパフォーマンスを行う。同年、グループにソウル・トレイン授賞式で特別功労賞生涯業績賞が送られる。6人のメンバーでセレモニーのステージに登場する。
2017年にグループの幼少期から現在に至るまでのドキュメンタリー映画『ニュー・エディション・ストーリー』がケーブルテレビBETで公開された。2018年にボビー・ブラウンのドキュメンタリー映画『ボビー・ブラウン・ストーリー』がケーブルテレビBETで公開される。同年から2019年にかけてボビー・ブラウンとベル・ビヴ・デヴォーがツアーを行う。

## メンバー
- リッキー・ベル (Ricky Bell) – 三次リード・ボーカル、バック・ボーカル (1981年– )
- マイケル・ビヴィンス (Michael Bivins) – ラップ、バック・ボーカル (1981年– )
- ボビー・ブラウン (Bobby Brown) – 二次リード・ボーカル、バック・ボーカル (1981年–1985年、1996年–1997年、2005年– )
- ラルフ・トレスヴァント (Ralph Tresvant) – 主要リード・ボーカル、バック・ボーカル (1981年– )
- ロニー・デヴォー (Ronnie DeVoe) – ラップ、バック・ボーカル (1981年– )
- ジョニー・ギル (Johnny Gill) – 共同二次リード・ボーカル、バック・ボーカル (1987年– )

## ディスコグラフィ

### シングル
- 「キャンディ・ガール」
- 「クリスマス・オール・オーヴァー・ザ・ワールド」 (1985年、MCA)

### スタジオ・アルバム
- 『キャンディー・ガール』 - Candy Girl (1983年、Streetwise)
- 『クール・イット・ナウ』 - New Edition (1984年、MCA)
- 『オール・フォー・ラヴ』 - All for Love (1985年、MCA)
- 『アンダー・ザ・ブルー・ムーン』 - Under the Blue Moon (1986年、MCA)
- 『ハート・ブレイク』 - Heart Break (1988年、MCA)
- 『ホーム・アゲイン』 - Home Again (1996年、MCA)
- 『ワン・ラヴ』 - One Love (2004年、Bad Boy)